# Dicranota (Dicranota) fastuosa
Dicranota (Dicranota) fastuosa is een tweevleugelige uit de familie Pediciidae. De soort komt voor in het Oriëntaals gebied.